# Patrimonialgericht Geiß-Nidda
Das Patrimonialgericht Geiß-Nidda war ein Patrimonialgericht, das ausschließlich das Dorf Geiß-Nidda umfasste und als Kondominat organisiert war.

## Organisation
Am Ende des Alten Reichs befanden sich von dem Patrimonialgericht 19⁄20 in privater Hand, 1⁄20 gehörte zu Landgrafschaft Hessen-Darmstadt. Die 19⁄20 hielten die Familie Krug von Nidda und die Erben des Superintendenten Klevesahl.

## Geschichte
Durch den Beitritt zum Rheinbund 1806 wurde die Landgrafschaft zum Großherzogtum Hessen erhoben und erlangte auch in Geiß-Nidda die staatliche Hoheit. Dieser Übergang ließ aber die Rechte der Inhaber des Patrimonialgerichts unangetastet. Die Patrimonialgerichtsbarkeit umfasste nicht nur die erstinstanzliche Rechtsprechung, sondern auch eine Reihe von Kompetenzen im Bereich der öffentlichen Sicherheit und Ordnung, ähnlich der eines Amtes. Der Staat war daher im Sinne des Gewaltmonopols bestrebt, solche hoheitlichen Kompetenzen selbst zu übernehmen. Ende 1821 kam es zu einem entsprechenden Übereinkommen zwischen dem Großherzogtum und den Inhabern der dem Staat noch nicht gehörenden 19⁄20 an dem Patrimonialgericht. Das Patrimonialgericht gelangte so 1822 an das Großherzogtum, das nun auch hier Rechtsprechung und Verwaltung trennte. Die Verwaltung wurde auf den Landratsbezirk Nidda, die Rechtsprechung dem Landgericht Nidda übertragen.